# Hằng số Gelfond–Schneider
Hằng số Gelfond–Schneider hay số Hilbert là hai mũ căn bậc hai của hai:
2√2 = 26651441426902251886502972498731...
và được chứng minh là số siêu việt bởi Rodion Kuzmin năm 1930.
Năm 1934, Aleksandr Gelfond và Theodor Schneider độc lập chứng minh định lý Gelfond–Schneider tổng quát hơn, đồng thời giải quyết bài toán thứ bảy của Hilbert, mô tả ở dưới.

## Tính chất
Căn bậc hai của hằng số Gelfond–Schneider là số siêu việt:
{\displaystyle {\sqrt {2^{\sqrt {2}}}}={\sqrt {2}}^{\sqrt {2}}=1.6325269\ldots }.
Hằng số này xuất hiện trong một số chứng minh của mệnh đề "một số vô tỉ lũy thừa một số vô tỉ có thể là số hữu tỉ", mà không cần chứng minh tính siêu việt của nó. Do nếu √2√2 là số hữu tỉ, thì mệnh đề hiển nhiên đúng. Trường hợp ngược lại, nếu nó là số vô tỉ (và nó thực sự là số vô tỉ), thì
{\displaystyle \left({\sqrt {2}}^{\sqrt {2}}\right)^{\sqrt {2}}=\left({\sqrt {2}}\right)^{\left({\sqrt {2}}{\sqrt {2}}\right)}=\left({\sqrt {2}}\right)^{2}=2}
là một số vô tỉ mũ một số vô tỉ nhưng cho kết quả là số hữu tỉ 2, chứng minh mệnh đề. Chứng minh này không có tính xây dựng, và không thể chỉ ra trường hợp nào là đúng, nhưng nó đơn giản hơn nhiều so với chứng minh của Kuzmin.

## Bài toán thứ bảy của Hilbert
Một phần của bài toán toán thứ bảy trong số 23 bài toán của Hilbert đặt ra trong năm 1900 là chứng minh, hoặc tìm phản ví dụ của mệnh đề ab luôn là số siêu việt với a là số đại số khác 0, 1 và b là số đại số vô tỉ. Trong phát biểu của bài toán, Hilbert dưa hai ví dụ cụ thể, một trong số đó là hằng số Gelfond–Schneider 2√2.
Năm 1919, ông có một bài giảng về số học và nói về ba giả thiết: giả thiết Riemann, định lý cuối cùng của Fermat, và tính siêu việt của 2√2. Ông nói với thính giả rằng ông không nghĩ bất kỳ ai trong hội trường sẽ sống đủ lâu để thấy chứng minh của bài toán thứ ba. Nhưng kết quả này đã được chứng minh bởi Kuzmin năm 1930, vẫn trong quãng đời của Hilbert. Cụ thể, Kuzmin chứng minh trường hợp số mũ b là một số vô tỉ bậc hai, sau đó được tổng quát thành một số mũ b vô tỉ đại số bất kỳ bởi Gelfond và Schneider.